# Wahlen 1918
◄◄ | ◄ | 1914 | 1915 | 1916 | 1917 | Wahlen 1918 | 1919 | 1920 | 1921 | 1922 | ► | ►►

Weitere Ereignisse
Folgende Wahlen fanden 1918 statt:

## Europa
- Deutschland:
  - Freistaat Anhalt: Landtagswahl am 15. Dezember
  - Freistaat Braunschweig: Landtagswahl am 22. Dezember

- Dänemark: 
  - Folketingswahl am 23. April
  - Landstingswahl am 11. Mai

- Estland: Wahl zur Estnischen Gründungsversammlung im Mai / Juni

- Niederlande: Parlamentswahlen am 3. Juli

- Island: Isländisches Unabhängigkeitsreferendum am 19. Oktober:

- Liechtenstein: Landtagswahl in Liechtenstein 1918
- Norwegen: Oktober/November: Parlamentswahlen

- Portugal: Parlamentswahlen am 28. April

- Rumänien: November/Dezember: Wahl der rumänischen Nationalversammlung

- Ukraine: abgebrochene Wahl zur verfassungsgebenden Versammlung

- Vereinigtes Königreich Großbritannien und Irland: Unterhauswahl am 14. Dezember

## Nordamerika
- Kanada: Kommunalwahlen in Edmonton und Toronto
- Vereinigte Staaten: (alle am 5. November) 
  - Wahl zum Senat der Vereinigten Staaten 1918
  - Wahl zum Repräsentantenhaus der Vereinigten Staaten 1918
  - Wahl des Gouverneurs (und anderer Regierungsämter) und der State Legislature in 32 Bundesstaaten

## Mittel- und Südamerika
- Argentinien: Präsidentschafts- und Parlamentswahlen am 3. März
- Bolivien: Parlamentswahlen
- Brasilien: Präsidentschaftswahlen am 1. März
- Chile: Parlamentswahlen
- Kolumbien: Präsidentschaftswahlen
- Nicaragua: Parlamentswahlen im November
- Panama: Parlamentswahlen am 7. Juli und Präsidentschaftswahlen am 16. September

## Ozeanien
- Australien
  - South Australia: Parlamentswahlen am 6. April